# 米特尼齊亞 (瓦西里基夫區)
50°7′43″N 30°14′35″E / 50.12861°N 30.24306°E
米特尼齊亞（烏克蘭語：Митниця）是位於烏克蘭北部的村莊，由基辅州奧布希夫區的瓦西利基夫市鎮負責管轄。該村始建於1601年，面積2.7平方公里，海拔高度193米，2001年人口779，人口密度每平方公里288人。